# Richard Halsey Best
Richard Halsey Best (24 de març de 1910 - 28 d'octubre de 2001) va ser un pilot de bombarders en picat i comandant d'esquadró de la Marina dels Estats Units durant la Segona Guerra Mundial. Estacionat al portaavions USS Enterprise, Best va dirigir el seu esquadró de bombarders en picat a la batalla de Midway de 1942, enfonsant dos portaavions japonesos en un dia, abans de ser retirat mèdicament aquell mateix any a causa dels danys als seus pulmons causats per respirar mal oxigen durant el batalla.

## Biografia
El seu avi Edward Best va emigrar als Estats Units des d'Anglaterra a la dècada de 1800, vivint primer a Wisconsin, on es va reunir a la Companyia "F" del 13è Infanteria de Wisconsin durant la Guerra Civil Americana, i després es va traslladar a Califòrnia i després a Oregon a la seva vellesa. El fill d'Edward, Burt Best, nascut a Califòrnia el 1878, seria més tard el pare de Richard H. Best. Richard H. Best va néixer a Nova Jersey l'any 1910. Richard es va casar amb Doris Avis Albro (21 de novembre de 1914 - 6 de desembre de 1968) el 24 de juny de 1932 a Washington, DC i es van divorciar el 24 de gener de 1966.

### Carrera inicial (1928–1941)

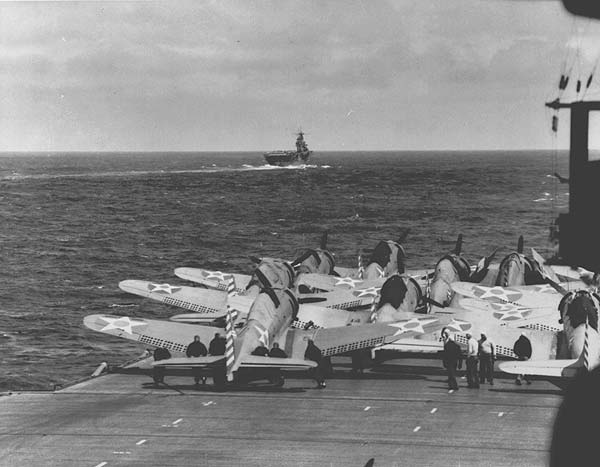
SBD-2s a Enterprise, abril de 1942, el Hornet al fons

Richard H. Best va ser nomenat membre de l'Acadèmia Naval dels Estats Units (USNA) el 1928, després d'haver-se graduat amb honors el 1932. Un dels seus companys va ser Henry G. Munson. Va servir durant dos anys a bord del creuer lleuger USS Richmond. El 1934 va ser traslladat a l'Estació Aèria Naval de Pensacola, Florida, com a estudiant d'aviació naval. Va completar la seva formació de vol el desembre de 1935. La seva primera missió va ser l'Esquadró de Vol 2 (VF-2B) a bord del portaavions USS Lexington, pilotant el Grumman F2F.
El juny de 1938, a Best se li va donar l'opció d'unir-se a un esquadró de patrulla a Panamà o Hawaii, o convertir-se en instructor de vol a Pensacola: va triar Pensacola i va ser assignat per instruir l'esquadró d'entrenament cinc. Anticipant-se al que probablement vindria, després d'un any i uns mesos d'instrucció, Best va decidir que podria ser el més útil com a pilot de bombarder en picat. Va presentar una sol·licitud de transferència a la Flota del Pacífic en aquesta qualitat.
El 31 de maig de 1940, Best va rebre ordres d'unir-se al Sisè Esquadró de Bombardeig (VB-6), que va ser assignat al portaavions USS Enterprise. En arribar a la base terrestre de l'esquadró, Naval Air Station North Island, Califòrnia , el 10 de juny, Best va ser nomenat oficial de vol (oficial d'operacions) de l'esquadró, que era el tercer al comandament. A principis de 1942, després de l'inici de la guerra al Pacífic, havia avançat a oficial executiu (XO), un terme estàndard de la marina per al segon al comandament, sota el seu íntim amic i company de classe de la USNA, William Hollingsworth, conegut com "Holly, "com a comandant. Posteriorment, Best es va convertir en comandant d'esquadró a temps per a la batalla de Midway.

### Guerra al Pacífic (1941–1944)
El 7 de desembre de 1941, Best estava a bord de l'Enterprise esperant el seu retorn a port quan es va assabentar (juntament amb la majoria del VB-6) que diversos dels seus companys d'esquadra de recerca matinal havien volat a l'atac japonès a Pearl Harbor. Aquella nit, va participar en la primera acció de l'Enterprise de la guerra com un dels sis SBDs que portaven generadors de fum. El seu grup va tenir l'encàrrec de proporcionar cobertura als torpediners del tinent Eugene E. Lindsey si trobaven els portaavions japonesos. No obstant això, l'atac no va trobar res, i el grup de Best va tornar a l'Enterprise sense incidents, tot i que més tard va dir que l'aterratge nocturn resultant era "el pitjor... dels [els seus] 330 aterratges de portaavions".
Best va veure el seu primer combat real l'1 de febrer de 1942, en dos atacs contra les illes Marshall. A l'alba, va dirigir la segona divisió del VB-6 com a part d'un atac a gran escala contra els vaixells japonesos de Kwajalein. Abans del migdia, va dirigir vuit SBD des del VB-6 i un del VS-6 per atacar l'illa de Taroa, l'atol de Maloelap, una missió que li costaria un avió. El 24 de febrer de 1942, Best va participar en l'atac a l'illa de Wake per part de l'Enterprise Air Group, i el 4 de març l'illa Marcus va ser atacada. Després d'aquestes incursions, l'Enterprise va tornar a Pearl Harbor i va acompanyar l'USS Hornet durant l'atac de Doolittle a mitjans d'abril. Els dos portaavions es van dirigir cap al sud, però van arribar massa tard per participar en la batalla del mar de Coral. Aleshores, els dos portaavions i el seu vaixell germà USS Yorktown van ser convocats per participar en el que havia de ser la batalla de Midway.

#### Batalla de Midway
Després dels informes de contacte de l'avió de patrulla PBY Catalina amb seu a Midway el matí del 4 de juny de 1942, l'Enterprise va començar a llançar el seu grup aeri a partir de les 07:06. Sota el comandament general del comandant del grup aeri (CAG) el tinent comandant Wade McClusky eren 14 torpediners TBD-1 Devastator del Torpedo Squadron 6 (VT-6), 34 SBD de VB-6 i VS-6 i deu caces F4F-4 Wildcat del Fighting Squadron 6 (VF-6). Tanmateix, els esquadrons es van separar i van arribar als japonesos de manera independent. Només els bombarders en picat es van mantenir junts i van arribar als japonesos a les 09:55. Cap a les 10:22, els bombarders en picat de l'Enterprise (menys tres que havien caigut amb problemes de motor) van començar a atacar els dos portaavions japonesos més propers, el Kaga i l'Akagi.
Enfonsament d' Akagi
En aquest punt, l'atac es va confondre, ja que els 31 Dauntlesses restants es van moure per atacar el Kaga . Best s'esperava atacar segons la doctrina dels bombarders en picat dels Estats Units, que deia que l'esquadró posterior (VB-6) atacaria l'objectiu més proper (en aquest cas el Kaga), mentre que l'esquadró capdavanter (VS-6) atacaria el més llunyà dels dos (aquí seria l'Akagi). No obstant això, McClusky, que havia estat pilot de caça abans de convertir-se en CEAG, aparentment desconeixia això i va decidir liderar el VS-6 contra el Kaga. Quan l'esquadró líder va passar davant d'ell, en Best es va adonar del que estava passant i es va interrompre per atacar l'Akagi. No obstant això, la majoria del VB-6 va perdre el seu senyal d'avortar i van continuar els seus picats contra el Kaga. Quedant només amb els seus dos laterals, Best només tenia tres avions per atacar l'Akagi.

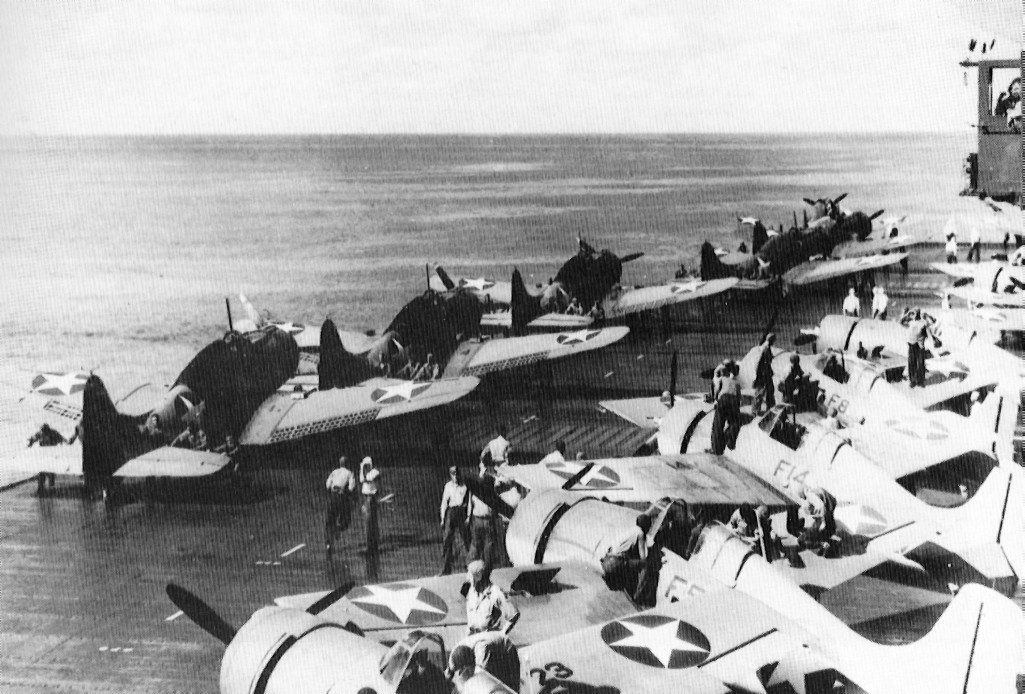
La coberta de vol de l'USS Enterprise el 15 de maig de 1942: el primer SBD és el de Best ("B-1") o el del CO del VS-6 ("S-1")

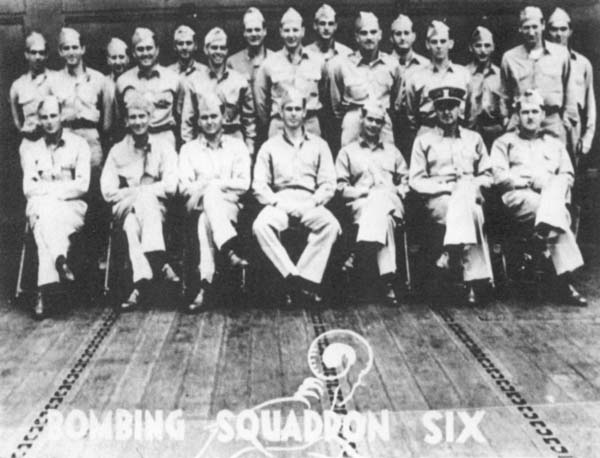
Una foto de grup dels pilots dels bombarders en picat nord-americans del VB-6 de l'Enterprise, tres dels quals van danyar mortalment l'Akagi. Best és assegut al centre de la primera fila. Els altres dos que van atacar l'Akagi amb Best van ser Edwin J. Kroeger (dempeus, vuitè per l'esquerra) i Frederick T. Weber (dempeus, sisè per la dreta).

Els tres SBD de Best van llançar el seu atac a les 10:26 del matí. La primera bomba, llançada pel tinent (jg) Edwin John Kroeger, va colpejar l'aigua davant del pont del portaavions. La segona bomba, llançada per Best, va penetrar a la coberta de vol i va explotar a l'hangar superior entre 18 avions Nakajima B5N2 armats i carregats de combustible. La tercera bomba, llançada per l'alferes Frederick Thomas Weber, va explotar a l'aigua prop de la popa, encallant el timó de l'Akagi. Encara que només la bomba de Best va colpejar l'Akagi , les explosions resultants induïdes per combustible i municions a la coberta de l'hangar confinat van ser suficients per condemnar el portaavions.
Enfonsament del Hiryū
Més tard aquell dia, Best va participar en l'atac a l'últim portaavions japonès que quedava, el Hiryū, possiblement anotant un dels quatre cops que el van enfonsar. L'artiller de Best, James Francis Murray, va creure que "va veure el flaix de la bomba [de Best] a través del fum quan va colpejar [l'Hiryū] al mig del vaixell davant de l'illa".
Després de la batalla, Best va rebre la Creu de la Marina i la Creu dels Vols Distingits. La Citació deia: "Desafiant el perill extrem d'un bombardeig antiaeri concentrat i una poderosa oposició de caces, el tinent comandant Best, amb determinació audaç i valent zel, va dirigir el seu esquadró en atacs de bombardeig en picat contra unitats navals japoneses. Volant a distància de les seves pròpies forces, la qual cosa va fer que el retorn fos poc probable a causa d'un probable esgotament de combustible, va impulsar els seus atacs amb un extrem menyspreu per la seva pròpia seguretat personal. La seva galant intrepidesa i la seva fidel devoció al deure van contribuir en gran manera a l'èxit de les nostres forces i estaven d'acord amb les més altes tradicions del Servei Naval dels Estats Units". Segons Stephen L. Moore, Best podria haver estat "el primer pilot a bombardejar amb èxit dos portaavions japonesos en un dia". Tenint en compte aquest èxit únic, l'almirall Thomas Moorer i el vicealmirall William D. Houser van fer un esforç seriós però infructuós per recomanar Best per a la Medalla d'Honor després de la mort de Best el 2001.

### Jubilació mèdica
El 4 de juny de 1942 va ser l'últim dia que Best va volar per a la Marina dels Estats Units. Just després que Best va aterrar a l'Enterprise , va començar a tossir sang. Durant les vint-i-quatre hores següents, la seva hemoptisi (tossir sang) va continuar. Va emmalaltir greument amb una temperatura de 39 °C i va ser ingressat a l'Hospital de Pearl Harbor.
De tornada a Pearl Harbor, Best va ser examinat pel cirurgià de vol. Durant el vol del matí del 4 de juny, volant a 20.000 peus (6.100 m), diversos pilots del VB-6 havien trobat dificultats amb el subministrament d'oxigen, així que Best va donar l'ordre de reduir l'altitud a 15.000 peus (4.600 m). El respirador d'oxigen del SBD de Best s'havia escalfat durant la recerca inusualment llarga a la missió matinal del 4 de juny. El material utilitzat en el respirador per eliminar el diòxid de carboni exhalat era hidròxid de sodi. Si el dispositiu que conté aquest material s'escalfava de manera anormal, podria alliberar fums de sosa càustica a través de la màscara d'oxigen del pilot; en conseqüència, Best havia inhalat fums càustics. En algun moment del passat, Best havia contret tuberculosi latent, que va romandre als seus pulmons en estat inactiu durant anys. Els vapors càustics inhalats van provocar una pneumonitis química i van erosionar un granuloma de tuberculosi , transformant la forma inactiva de l'organisme en una forma activa, donant lloc a la progressió d'una infecció latent de tuberculosi a la malaltia de la tuberculosi. Best va ser traslladat de l'Hospital Pearl Harbor a l' Hospital General Fitzsimons d'Aurora, Colorado , on va rebre el tractament adequat per a la seva tuberculosi. Best va ser hospitalitzat a l'Hospital Fitzsimons fins al setembre de 1943. Es va retirar de la Marina el 1944 amb una discapacitat del 100%.

### Vida civil (1944–2001)
Després de la seva retirada de la Marina, Best es va traslladar a Santa Mònica , Califòrnia, on va viure la resta de la seva vida. Després de l'alta de l'hospital, Best va treballar en una petita divisió d'investigació de la Douglas Aircraft Corporation. Aquesta divisió va passar a formar part de la Rand Corporation el desembre de 1948, on Best va dirigir el departament de seguretat fins a la seva jubilació el març de 1975. Best va escriure el prefaci al manual del videojoc de simulació de vol Battlehawks 1942 publicat el 1988 per LucasFilm Games.
Va morir el 28 d'octubre de 2001, a l'edat de 91 anys, i va ser enterrat al cementiri nacional d'Arlington.
Best estava casat amb Doris Avis (Albrio) (1914–1968) i va tenir una filla, un fill, un net i una fillastra.

### A la cultura popular
A la pel·lícula Midway del 2019, el tinent Dick Best és interpretat per Ed Skrein.

## Condecoracions
Creu de la Marina
 Galó d'Acció de Combat 
 Medalla del Servei de Defensa Americana
 Medalla de la Campanya Americana
 Medalla de la Campanya Asiàticopacífica
 Medalla de la Victòria a la II Guerra Mundial
 Insígnia d'aviador